# MediaFire
MediaFire est un site d'hébergement de fichiers en un clic hébergé à Houston, au Texas. Il est notamment connu pour imposer moins de restrictions que ses concurrents aux utilisateurs non-payants. Le domaine attire 8,7 millions de visiteurs chaque jour depuis 2008.

## Utilisation
Le site permet aux utilisateurs d'envoyer des fichiers, d'une taille maximale de 10 Go pour la version gratuite et de 1 To (1 000 Go) pour la version payante, puis 100 To pour la 2e version payante. L'utilisateur reçoit une URL unique permettant le téléchargement du fichier.

## Statistiques
- Visiteurs uniques par jour : 3 349 317
- Visites par jour : 9 400 884
- Position : 62e mondial[2]

## Fonctions
- Le site ne dispose pas de temps d'attente avant de lancer un téléchargement
- La taille de chaque fichier est limitée à 4 Go pour la version basique, sans limite pour le transfert de données.